# Скосирська
Скоси́рська — лінійна вантажно-пасажирська залізнична станція Донецької дирекції Донецької залізниці.
Розташована в смт Троїцько-Харцизьк, Харцизька, Донецької області на лінії Торез — Іловайськ між станціями Орлова Слобода (6 км) та Німчине (7 км).
Через військову агресію Росії на сході України транспортне сполучення припинене. До війни у розкладі по станції Скосирська зупинок електропоїздів не було.